# Gastaldo
Gastaldo, ou castaldo, foi um título administrativo que surgiu entre os lombardos na Idade Média. Era posição de alta hierarquia, sendo administradores do patrimônio régio, nomeados pelo monarca e sob sua supervisão direta, e eram enviados para províncias e cidades para administrá-las em seu nome, tendo atribuições similares às dos duques. Os gastaldi mais destacados usualmente recebiam o título de conde, indicativo da sua elevada dignidade. Seu ofício era temporário e primariamente executivo e administrativo, mas também podiam ser encarregados de atribuições judiciárias e policiais, bem como, em tempos de guerra, assumiam o comando de milícias. A Igreja Católica também criou seu próprio gastaldato, encarregando seus oficiais da administração do patrimônio de igrejas, mosteiros e de altos prelados.
Com o crescente poder dos duques, os gastaldi passaram a ser submetidos a eles, e logo perderam funções e influência, chegando a não se distinguir muito dos outros funcionários da burocracia estatal. No período comunal da história italiana, o título passou a ser conferido a administradores de burgos e vilas, com a função principal de administrar o patrimônio público. Também foram chamados gastaldi os chefes de algumas corporações de ofícios.